# Patti (Punyab)
Patti (en panyabí: ਪੱਟੀ ) es una ciudad de la India en el distrito de Tarn Taran, dentro del Estado de Panyab.

## Geografía
Se encuentra a una altitud de 219 m s. n. m. a 219 km de la capital estatal, Chandigarh, en la zona horaria UTC +5:30.

## Demografía
Según estimación 2010 contaba con una población de 40 497 habitantes.